# Pierre Villon
Roger Ginsburger, más conocido por su pseudónimo Pierre Villon (Soultz-Haut-Rhin, 27 de agosto de 1901 -Vallauris, Alpes marítimos, 6 de noviembre de 1980) fue un arquitecto, político y parlamentario francés.
Miembro del Partido Comunista Francés, durante la Segunda Guerra Mundial fue responsable del Comité de Acción Militar, organismo del movimiento de la Resistencia francesa, junto con Maurice Kriegel-Valrimont y Jean de Vogüé. Villon fue también uno de los redactores principales del capítulo social del programa de reconstrucción del Consejo Nacional de la Resistencia sobre el que se basaría la redacción de la constitución francesa en la posguerra. En 1946, fue elegido parlamentario en la Asamblea Nacional por el departamento de Allier, cargo que representó hasta 1962, siendo sustituido por Charles Magne, y nuevamente entre 1967 hasta su retiro en 1978. Villón fue también activista del Mouvement de la Paix. Estuvo casado con Marie-Claude Vaillant-Couturier.